# كأس آسيا للمحاكمات الصورية

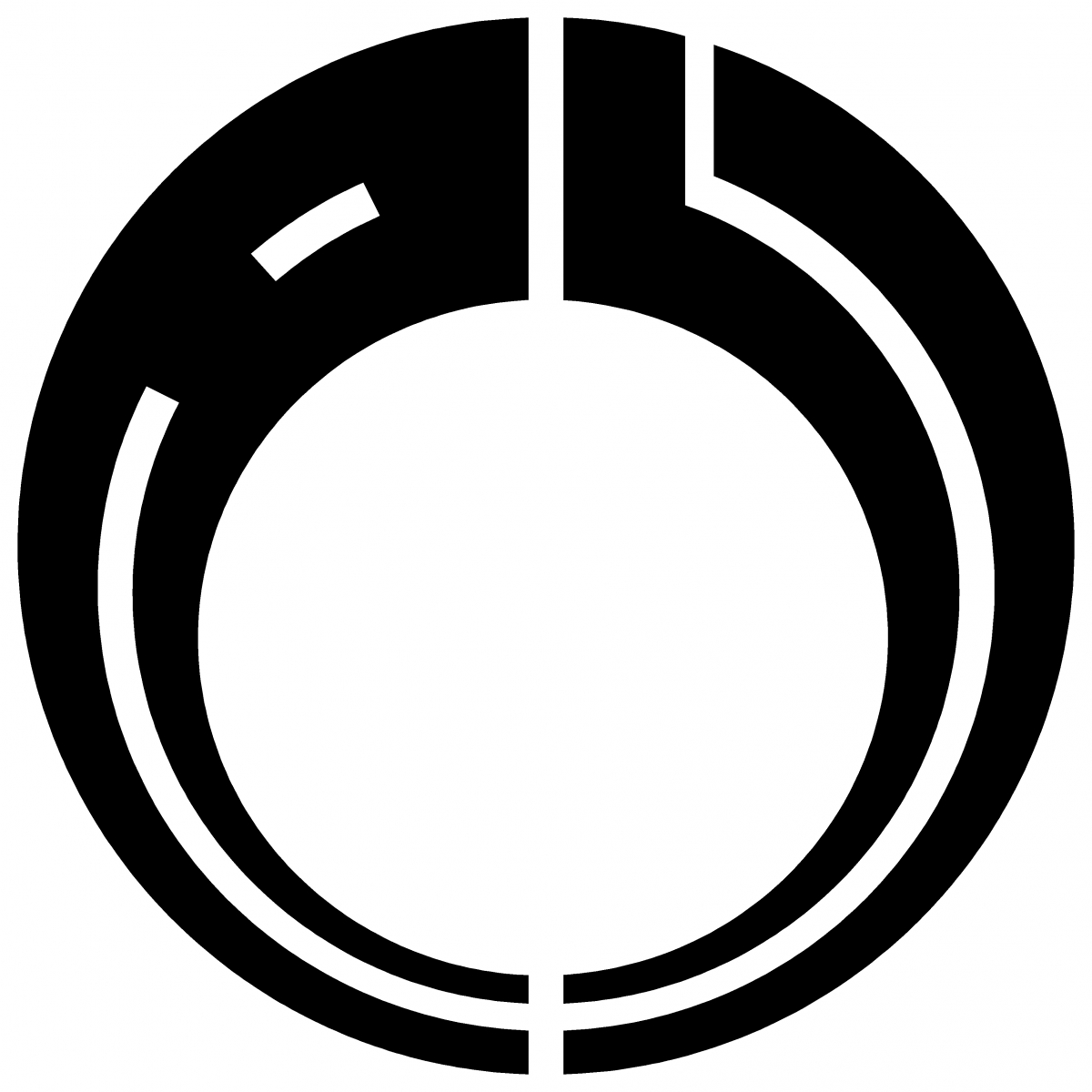

كأس آسيا للمحاكمات الصورية، أو ما يُعرَف اختصارًا بكأس آسيا هو مسابقة سنوية في المحاكمات الصورية. جرت أولى هذه المسابقات في عام 1999، وهي تُقام في طوكيو باليابان. ويشترك في تنظيمها كلٌ من وزارة الخارجية اليابانية والمجلس الدولي لتبادل طلاب الحقوق. وتتضمن المحاكمة الصورية عادةً قضايا تتعلق بالقانون الدولي العام، والقانون الدولي الإنساني، وحقوق الإنسان الدولية. وأفضل عشرة فِرق في المذكرات القانونية تتأهل للجولات الدولية في طوكيو. لكن، بوجه عام، لا يُسمَح لكل دولة سوى بإرسال فريق واحد فقط. ويمكن لكل فريق أن يضم أربعة مُرافِعين على الأكثر.
تُعَد هذه المسابقة للمحاكمات الصورية (مثل مسابقة المحاكمات الصورية في القانون الإنساني الدولي التابعة للصليب الأحمر في هونغ كونغ) السبيل الذي ينبغي على المشاركين الآسيويين اجتيازه للمشاركة في المحاكمات الصورية الدولية الأكبر، مثل مسابقة محاكمات جيسب الصورية ومسابقة محاكمات فيس الصورية. وأكثر الكليات فوزًا بهذه المسابقة كلية أتينيو للحقوق وجامعة الفلبين، إذ فازت كلٌ منهما بها أربع مرات. كما تُعَد الفلبين أكثر الدول فوزًا بها؛ إذ حصلت عليها ثماني مرات، يليها في ذلك سنغافورة بخمس مرات فوز.

## سجلات المسابقة
| العام | عدد الفرق الإجمالي | الفائز (عدد مرات الفوز)    | الفرقة المتأهلة للنهائي | أفضل 3 فرق في المرافعة                                                                   | أفضل 3 فرق في المذكرات                                                                        |
| 2012  | 30+                | كلية أتينيو للحقوق (4)     | جامعة سنغافورة للإدارة  | * كلية أتينيو للحقوق * جامعة بكين * جامعة بكين                                           | * كلية أتينيو للحقوق * جامعة واسيدا * جامعة جادجا مادا                                        |
| 2011  | 30+                | جامعة سنغافورة للإدارة (2) | كلية أتينيو للحقوق      | * كلية أتينيو للحقوق * جامعة واسيدا * جامعة سنغافورة للإدارة                             | * جامعة كيوتو * جامعة السلطان زين العابدين * جامعة واسيدا                                     |
| 2010  | 20+                | جامعة سنغافورة للإدارة (1) | جامعة بيليتا هارابان    | * جامعة الفلبين * جامعة بيليتا هارابان * جامعة سنغافورة للإدارة * جامعة سنغافورة للإدارة | * جامعة الفلبين * أكاديمية فيتنام الدبلوماسية * جامعة سنغافورة للإدارة * جامعة بيليتا هارابان |
| 2009  |                    | جامعة الفلبين (4)          | كلية كاثماندو للحقوق    | * جامعة الفلبين * كلية كاثماندو للحقوق * جامعة الفلبين                                   | * جامعة الفلبين * أكاديمية فيتنام الدبلوماسية * جامعة بادجادجران                              |
| 2008  |                    | كلية أتينيو للحقوق (3)     | جامعة هونغ كونغ         | * جامعة ثاماسات * جامعة بيليتا هارابان * جامعة ثاماسات                                   | * جامعة هونغ كونغ * كلية أتينيو للحقوق * جامعة ثاماسات                                        |
| 2007  | 19                 | جامعة الفلبين (3)          | جامعة شولالونجكورن      | * جامعة سنغافورة الوطنية * جامعة شولالونجكورن * جامعة سنغافورة الوطنية                   | * جامعة شولالونجكورن * جامعة إندونيسيا * جامعة بيليتا هارابان                                 |
| 2006  | 10                 | جامعة إندونيسيا (1)        | جامعة مالايا            | * جامعة هونغ كونغ * جامعة إندونيسيا * كلية أتينيو للحقوق                                 | * جامعة سنغافورة الوطنية * كلية أتينيو للحقوق * جامعة إندونيسيا                               |
| 2005  | 9                  | جامعة سنغافورة الوطنية (3) | جامعة إندونيسيا         | * جامعة إندونيسيا * جامعة سنغافورة الوطنية                                               |                                                                                               |
| 2004  | 12                 | جامعة سنغافورة الوطنية (2) |                         |                                                                                          |                                                                                               |
| 2003  | 12                 | جامعة الفلبين (2)          |                         |                                                                                          |                                                                                               |
| 2002  | 9                  | كلية أتينيو للحقوق (2)     |                         |                                                                                          |                                                                                               |
| 2001  | 12                 | جامعة سنغافورة الوطنية (1) |                         |                                                                                          |                                                                                               |
| 2000  | 9                  | جامعة الفلبين (1)          |                         |                                                                                          |                                                                                               |
| 1999  | 6                  | كلية أتينيو للحقوق (1)     |                         |                                                                                          |                                                                                               |